# Walhalla wacht
Walhalla wacht är det andra studioalbumet med det nederländska folk metal/viking metal-bandet Heidevolk. Albumet släpptes i mars 2008 genom skivbolaget Napalm Records.

## Låtlista
1. "Saksenland" – 5:38
2. "Koning Radboud" – 3:40
3. "Wodan heerst" – 8:04
4. "Hulde aan de kastelein" – 1:03
5. "Walhalla wacht" – 4:11
6. "Opstand der Bataven" – 4:36
7. "Het Wilde Heer" – 5:48
8. "Naar de hal der gevallenen" – 1:59
9. "Zwaarden geheven" – 4:08
10. "Dageraad" (instrumental) – 2:22

## Medverkande
Musiker (Heidevolk-medlemmar)
- Joris Boghtdrincker (Joris van Gelre) – sång, akustisk gitarr, midwinterhorn, megafon
- Sebas Bloeddorst (Sebas van Eldik) – gitarr, bakgrundssång, megafon
- Joost Vellenknotscher (Joost Westdijk) – trummor, sång
- Splintervuyscht (Mark Bockting) – sång
- Reamon Bloem – gitarr, bakgrundssång
- Rowan Roodbaert (Rowan Middelwijk) – basgitarr, beatring, bakgrundssång

Bidragande musiker
- Speervrouw (Stefanie Achatz) – violin
- Davis Miles – tin whistle

Produktion
- Dick Kemper – producent, ljudtekniker, ljudmix, mastering
- Erwin Huber – trummteknik
- Klaas Lageveen – omslagsdesign
- Bardur Eklund Johansen – foto
- Joris Boghtdrincker – foto